# Laurie Tenney
Laurie Tenney (4 novembre 1955) è un'ex tennista statunitense.
Anche sua sorella Robin è stata una tennista.

## Carriera
In carriera ha raggiunto una finale di doppio al WTA Cleveland nel 1973, in coppia con la connazionale Janice Metcalf. Nei tornei del Grande Slam ha ottenuto il suo miglior risultato raggiungendo i quarti di finale di doppio all'Open di Francia nel 1974, in coppia con l'australiana Dianne Balestrat.

## Statistiche

### Doppio

#### Finali perse (1)
| Numero | Anno           | Torneo                   | Superficie | Compagna       | Avversarie in finale    | Punteggio     |
| 1.     | 22 luglio 1973 | WTA Cleveland, Cleveland |            | Janice Metcalf | Pat Walkden Ilana Kloss | 6-1, 6-7, 1-6 |